# 萊昂 (密西西比州)
萊昂（英語：Lyon）是位於美國密西西比州科荷馬縣的城鎮。

## 人口
根據2020年美國人口普查的數據，萊昂的面積為1.25平方千米，皆為陸地。當地共有人口296人，而人口密度為每平方千米237人。